# Nicolaes Craen
Nicolaus Craen ou Nicolaes, né en Hollande vers 1440-1450 ( ? ) et mort à Bois-le-Duc peu après le 29 mars 1507, est un compositeur de l'école des polyphonistes néerlandais.

## Biographie
Seules les dernières années de la vie de ce compositeur sont documentées : il servit comme maître de chant (sangmeester) de la Confrérie de Notre-Dame à Bois-le-Duc du 8 juin 1501 jusqu'à sa mort en 1507.
En 1504, le chapitre de l'église Saint-Donatien de Bruges, où il est qualifié de « digne et très apprécié », essaya sans succès de l'engager comme maître de chapelle, un poste laissé vacant par Antonius Divitis.
Vander Straeten a suggéré que Craen serait la même personne que Nicolò d'Olanda, un chanteur soprano très estimé de la chapelle d'Hercule Ier d'Este à Ferrare à l'époque suivant de peu l'avènement du duc en 1471 jusqu'à la dissolution de la chapelle en 1482. 

## Œuvre
Trois œuvres de ce compositeur sont conservées en tablature de luth : Ecce video, Tota pulchra es et Si ascendero.
Le motet Salve regina a été retrouvé dans l'un des livres de chœur de la chapelle royale de Madrid.
Bien que cela ne prouve pas que le compositeur aurait visité l'Italie, il est peut-être significatif que les premières sources de quatre des six œuvres connues de Craen étaient des ouvrages publiés par Petrucci à Venise, la transmission de ses œuvres en Italie étant de ce fait antérieure à leur apparition dans des sources nordiques. 
Malgré le manque de sources avant le début des années 1500, le style des deux pièces sacrées à trois voix de Craen correspond à celui des autres œuvres des années 1470.  Leur texture est généralement pleine, le rythme est vif, et il y a beaucoup de variété dans la longueur des phrases.  L'imitation est fréquente entre deux parties, mais beaucoup plus rare entre toutes les trois ; la répétition de motifs et la séquence sont souvent appliquées.  Ces deux compositions peuvent avoir été dépourvues de texte dès leur conception : d'aucune d'entre elles, des textes n'ont été notés, à l'exception d'un incipit ; pourtant, Smijers a montré dans son édition comment la gamme ascendante (en imitation entre le déchant et le ténor) au commencement de Si ascendero est suivie d'une saisissante gamme descendante (en imitation entre le déchant et le contre-ténor) à l'endroit où les mots « si descendero » auraient été placés si le texte du psaume CXXXIX, 8-9 avait été mis en musique.
Dans Ecce video, Craen n'utilise pas la mélodie de l'antienne commençant par les mêmes mots, mais la composition est si étroitement liée à la secunda pars de Sancta Maria virgo de Pierre de La Rue que l'une doit être un remaniement de l'autre.  Meylan et Meconi ont soutenu que l’œuvre de La Rue est antérieure à celle de Craen ; toutefois, la preuve n'est pas concluante.
L’Ave Maria est sans doute à dater vers la même époque que les compositions à trois parties de Craen, car il partage avec celles-ci les traits stylistiques mentionnés ci-dessus.  Il est construit sur une mélodie dans l’alto, sans rapport aux chants sur les mêmes mots, seulement imitée dans les autres parties au début et aux mots « fructum ventris tui ».  Le Salve regina semble un peu plus tardif, comme il manifeste beaucoup plus de retenue dans l'utilisation de la répétition et la séquence.  Le plain-chant est paraphrasé avec une simplicité et une proéminence croissante à mesure que le travail progresse.  Tota pulchra es est de loin la composition la plus accomplie.  La mélodie d’antienne est paraphrasée dans une structure imitative qui implique l’égalité de toutes les voix ; de plus, il y a un contrôle magistral du rythme et de la texture, aboutissant à une conclusion impressionnante.  Dans Musurgia seu praxis musicae, de 1536, Othmar Luscinius vante les « qualités exceptionnelles » de Craen et désigne Tota pulchra es comme une œuvre bien en avance sur son temps.
Un chansonnier suisse manuscrit (MS 530 Sicher Liederbuch), conservé dans la bibliothèque de l’abbaye de Saint-Gall, compilé dans la période 1505–1531, contient une mise en musique à quatre voix de la chanson néerlandaise Mins lefkins pruijn oghen (Les Yeux bruns de mon amour), sans paroles, seulement pourvue d'un incipit à l'orthographe légèrement allemandisée.  Il s'agit de la seule composition profane de Craen dont l’attribution est certaine ; elle ne fut transmise que sous la forme d'une tablature de clavier de Fridolin Sicher, qui l’a arrangée si légèrement que la version vocale originale peut facilement en être déduite.
In perfect tempus (ternaire) comme les deux premières sections du Salve regina, la chanson manifeste avec ce dernier une indifférence pour la succession régulière de carrées parfaites, pour permettre des imitations au commencement de toute ronde, ainsi que des cadences tombant sur chacune d’elles, dans la mesure.  Les première, troisième et quatrième phrases identiques de la chanson homophonique de six lignes sont clairement déterminées dans le ténor ou la basse avec imitation anticipée dans les autres voix ; les autres phrases sont traitées plus librement.

## Notoriété
En 1536, Othmar Luscinius écrivit sur Craen qu’il était le modèle de ce qu’il y avait de mieux dans le style de composition moderne de son époque.  Ceci serait démontré d’une façon particulière dans son motet Tota pulchra es : 
« Nicolaes Craen, (en fait un homme aux dons naturels exceptionnels) semble avoir évité de façon heureuse les pratiques de la génération plus ancienne de musiciens dans son motet Tota pulchra es : nous serons en mesure de découvrir le mérite avec lequel il a su laisser derrière lui les anciennes lois. »
Luscinius appréciait l'aptitude de Craen à composer à partir de sa méthode et de sa science « harmonieuse » ; un modèle qui méritait, à son avis, l'émulation d’autres compositeurs ambitieux de son époque.

## Œuvre

### Musique sacrée
- (la) Ave Maria, à quatre voix, 1502/1 (anonyme), éd. dans SCMot, i (1991) ; tablature de clavier (attribué à Craen), CH-SGs 530 (éd. dans SMd, viii, 1992).
- (la) Ecce video celos apertos, à trois voix, 1502/1, vers 1535/14, 1538/9, 1547/1, CH-SGs 463, CZ-HKm II A 20, D-HB X/2, Kl 8° Mus.53/2, Mu 8° 322-5, Z LXXVIII,3, éd. dans MSD, vi (1965) ; sur le texte Osculetur me, F-CA 125-8 ; tablatures de clavier, CH-SGs 530 (éd. dans SMd, viii, 1992), PL-Wn 564 (attribué à Josquin) ; tablatures de luth, comme deux parties de Si dormiero de La Rue, Hans Gerle: Tabulatur auff die Laudten (1533 ; éd. Paris, 1977, voir Meylan) ; comme trois parties de Si dormiero, 1536/13.
- (la) Salve regina, à quatre voix, D-Mbs Mus.ms.34, aussi dans un inventaire de manuscrits perdus, ayant appartenu à la Capilla Real (Chapelle royale), Madrid ; mise en musique selon le principe de l’alternatim, commençant par Vita, dulcedo.
- (la) Si ascendero, à trois voix, 1504/3, D-Mbs Mus.ms. 1516, éd. Albert Smijers, Van Ockeghem tot Sweelinck (Amsterdam, 1939-1956) ; avec incipit Diva palestina, vers 1535/14 ; tablature de luth, 1536/13.
- (la) Tota pulchra es, à quatre voix, 1504/1, éd. in SCMot, ii (1991) ; tablature de luth dans US-Cn Case VM C.25 (éd. O. Gombosi, Compositione di meser Vincenzo Capirola: Lute-Book (vers 1517), Neuilly-sur-Seine, 1955).

### Musique profane
- (nl) Mins lefkins pruyn oghen, à quatre voix, tablature de clavier dans CH-SGs 530 (éd. dans SMd, viii, 1992).

### Attributions douteuses ou erronées
- (la) Sancta Trinitas, unus Deus, à quatre voix, attribué à Craen dans des livres de parties perdus de Königsberg, Universitätsbibliothek, MS 1740 (anonyme dans le livre conservé de la partie de basse, D-Bga XX.HA StUB Königsberg 7) ; d’Antoine de Févin, aussi attribué à Costanzo Festa, Cristobal de Morales, Jean Mouton, éd. Edward H. Clinkscale, Collected Works of Antoine de Févin, iii (Ottawa, 1994) ; version à six voix avec deux voix ajoutées d'Arnold von Bruck, aussi attribué à Josquin.
- (de) Betreubt ist mir min Hercz, à trois voix, attribué à Nicolaus dans la tablature CH-Bu F.IX.22, éd. dans SMd, iv (1967), avec attribution hypothétique à Craen (alto seul dans D-Mbs Mus.ms. 4483, anonyme, provient d’une mise en musique différente bien que semblable) ; style mélodique exceptionnellement ordinaire et manque de variation.

## Ressources

### Note
1. ↑  Traduit d'après la traduction anglaise de Kirkman.